# Chandrapur (Indien)
Chandrapur (Marathi: चंद्रपूर, Candrapur) ist eine Stadt im indischen Bundesstaat Maharashtra mit etwa 320.000 Einwohnern (Volkszählung 2011). 
Sie ist Verwaltungssitz des Distrikts Chandrapur.